# Хохрякова, Людмила Христофоровна
Людмила Христофоровна Хохрякова (урождённая Рабиндер; в 1-м браке Симонова; 1843—1906) — русская писательница.

## Биография
Людмила Христофоровна Рабиндер родилась в 1843 году. 
Свои произведения публиковала в «Русском паломнике», «Роднике», «Живописном обозрении», «Светоче», «Восточном обозрении», «Дне», «Церковно-общественном вестнике» и других изданиях, где было помещено множество её публицистических, этнографических, критических статей, а также повестей и рассказов, подписанных псевдонимом «Л. Симонова» (фамилия её первого мужа). 
Л. Х. Хохрякова долго жила на Урале и в Сибири, где хорошо ознакомилась с жизнью инородцев, очерки быта которых печатала в различных журналах. 
Из её беллетристических произведений особенно интересны «Баской», этнографический роман, «Чертово яблоко. Эпизод из раскольничьей пропаганды», «Беглые», «Убила», «Отдохнуть бы». 
В 1900 году в «Туркестанском сборнике» напечатаны записанные ею со слов очевидцев «Воспоминания о взятии Самарканда». Отдельно изданы: «Оленька», повесть (СПб., 1876); «Лаача. Очерки из быта вогуличей» (СПб., 1883); «Эзе. Очерки из быта остяков» (Санкт-Петербург, 1883).
Людмила Христофоровна Хохрякова умерла в 1906 году.
Она послужила прототипом Екатерины Осиповны Хохлаковой — персонажа романа Фёдора Михайловича Достоевского «Братья Карамазовы». Помимо прочего Хохрякову волновал вопрос равноправия женщин, что также было обыграно Достоевским в романе.